# Druschba (Pryluky)
Druschba (ukrainisch und russisch Дружба) ist eine Siedlung städtischen Typs in der ukrainischen Oblast Tschernihiw mit etwa 793 Einwohnern (2025).
Die 1940 gegründete Siedlung besitzt seit 1963 den Status einer Siedlung städtischen Typs und gehört administrativ zur Stadtgemeinde der 8 km nördlich liegenden Stadt Itschnja im Rajon Pryluky.
Druschba liegt 145 km südöstlich vom Oblastzentrum Tschernihiw.
Am 9. Oktober 2018 kam es in einem schätzungsweise mehr als 88.000 Tonnen Munition enthaltenden Lager im Orte zu mehreren großen Explosionen zunächst unbekannter Ursache, die die Evakuierung von mehr als 12.000 Menschen sowie die Sperrung des Luftraums um das Munitionslager in einem Umkreis von 30 Kilometern zur Folge hatte.
Am 23. Februar 2017 wurde die Siedlung ein Teil der neugegründeten Stadtgemeinde Itschnja, bis dahin war sie Teil der Stadtratsgemeinde Itschnja (Ічнянська міська рада/Itschnjanska miska rada) im Zentrum des ihn umgebenden Rajons Itschnja.
Am 17. Juli 2020 kam es im Zuge einer großen Rajonsreform zum Anschluss des Rajonsgebietes an den Rajon Pryluky.